# 地獄之門
「地獄之門」（じごくのもん）は、ALI PROJECTの25枚目のシングル。2009年5月27日にGloryHeavenから発売された。

## 概要
表題曲は、アニメ『Phantom 〜Requiem for the Phantom〜』のエンディングテーマ起用された。
ALI PROJECTのシングルとしては初めて、初回盤（『地獄の門』ミュージック・ビデオ収録のDVD付きシングル）が存在する。ジャケット・ミュージックビデオは中国で撮影された。
ジャケット写真は西太后に扮する宝野アリカで、初回版と通常版では別のものが使われている。
宝野は自身のエッセイでロダンやダンテとは一切関係ないと語っている。

### キャッチコピー
選ぶがいい――　戻るのか　行くのか

## 収録曲
1. 地獄の門 [4:25]
  - イントロにレオシュ・ヤナーチェクの『弦楽四重奏曲第1番 ホ短調《クロイツェル・ソナタ》』の冒頭部分が引用されている。
2. 吾君想う故に吾在り生き霊となりて [5:01]
3. 地獄の門（off vocal）
4. 吾君想う故に吾在り生き霊となりて（off vocal）